# O mänska, till en Fader kom
O mänska, till en Fader kom är en svensk psalm som skrevs av Georg Marci som levde på 1600-talet. Originaltiteln är Wak up av synden tu Christendom och första versen lyder, med moderniserad stavning:
Vak upp ur synden du Kristendom.
Om dig skall salighet hända:
Här kommer Guds Son och sätter sin dom,
Och gör på världen en ända.
Vi vet oss varken timme eller stund,
Vi bedje Gud om sin nåder;
Till honom vi ropa av hjärtans grund
Att frälsa ifrån all våda.
Johan Olof Wallin bearbetade texten och förändrade den till nr 497 "O mänska, till en Fader kom" i 1819 års psalmbok med en annan melodi.
|  |
|  |

## Publicerad som
- Nr 403 i 1695 års psalmbok med titelraden "Wak up av synden tu Christendom" under rubriken "Om then yttersta domen".
- Nr 497 i 1819 års psalmbok med titelraden "O menska! till en Fader kom" under rubriken "Om de dödas uppståndelse och den yttersta domen".
- Nr 137 i Finlandssvenska psalmboken 1986 med titelraden "Vak upp, gör bättring, du kristenhet" under rubriken "Kyrkoårets slut".